# Tro, håb og kærlighed
Tro, håb og kærlighed é um filme de drama dinamarquês de 1984 dirigido e escrito por Bille August e Bjarne Reuter. Foi selecionado como representante da Dinamarca à edição do Oscar 1985, organizada pela Academia de Artes e Ciências Cinematográficas.

## Elenco
- Adam Tønsberg - Bjørn
- Lars Simonsen - Erik
- Camilla Søeberg - Anna
- Ulrikke Bondo - Kirsten
- Bent Mejding - pai de Erik
- Aase Hansen - mãe de Erik
- Arne Hansen - mãe de Bjørn
- Lone Lindorff - pai de Bjørn